# Sobibórrättegången
Sobibórrättegången var en rättegång mot tolv misstänkta krigsförbrytare som hade tjänstgjort i förintelselägret Sobibór under andra världskriget. Rättegången varade från den 6 september 1965 till den 20 december 1966. Tillsammans med Bełżecrättegången och Treblinkarättegångarna utgör Sobibórrättegången ett enormt historiskt bevismaterial om nazisternas folkmord på drygt 2 000 000 judar och 50 000 romer. Detta massmord förövades inom ramen för Operation Reinhard.

## Åtalade
| Åtalad            | Funktion i Sobibór | Brott                                                           | Dom                       |
| ----------------- | ------------------ | --------------------------------------------------------------- | ------------------------- |
| Karl Frenzel      | Chef för Lager I   | Ansvarig för mord i 6 fall, medansvarig för mord i 150 000 fall | Livstids fängelse         |
| Kurt Bolender     | Chef för Lager III |                                                                 | Begick självmord i häktet |
| Franz Wolf        |                    | Medansvarig för mord i minst 39 000 fall                        | 8 års fängelse            |
| Alfred Ittner     |                    | Medansvarig för mord i omkring 68 000 fall                      | 4 års fängelse            |
| Werner Dubois     |                    | Medansvarig för mord i minst 39 000 fall                        | 3 års fängelse            |
| Erich Fuchs       |                    | Medansvarig för mord i minst 39 000 fall                        | 4 års fängelse            |
| Erich Lachmann    |                    |                                                                 | Frikänd                   |
| Hans-Heinz Schütt |                    |                                                                 | Frikänd                   |
| Heinrich Unverhau |                    |                                                                 | Frikänd                   |
| Robert Jührs      |                    |                                                                 | Frikänd                   |
| Ernst Zierke      |                    |                                                                 | Frikänd                   |
| Erwin Lambert     |                    |                                                                 | Frikänd                   |

### Webbkällor
- ”The Sobibor Trial” (på engelska). Holocaust Research Project. Holocaust Education & Archive Research Team. Arkiverad från originalet den 6 mars 2014. https://www.webcitation.org/6NsYxnvs9?url=http://www.holocaustresearchproject.org/trials/sobibortrial.html. Läst 6 mars 2014.